# Liste des évêques de Providence
Liste des évêques de Providence
(Dioecesis Providentiensis)
Le diocèse de Providence (Rhode Island) est érigé le 16 février 1872, par détachement de ceux de Boston et de Hartford.

## Sont évêques
- 16 février 1872-† 11 juin 1886 : Thomas Ier Hendricken (Thomas Francis Hendricken)
- 11 février 1887-† 25 mai 1921 : Matthew Harkins (Matthew A. Harkins)
- 25 mai 1921-† 4 octobre 1933 : William Hickey (William Augustine Hickey)
- 10 février 1934-29 novembre 1947 : Francis Keough (Francis Patrick Keough)
- 29 mai 1948-† 10 août 1971 : Russell McVinney (Russell Joseph McVinney)
- 6 décembre 1971-11 juin 1997 : Louis Gelineau (Louis Edward Gelineau)
- 11 juin 1997-31 mars 2005 : Robert Mulvee (Robert Edward Mulvee)
- depuis le 31 mars 2005 : Thomas II Tobin (Thomas Joseph Tobin)

## Sources
- L'ANNUAIRE PONTIFICAL, sur le site http://www.catholic-hierarchy.org, à la page